# Protochrysa fuscobasalis
Protochrysa fuscobasalis  (лат.) — ископаемый вид сетчатокрылых насекомых рода Protochrysa из семейства златоглазки (Chrysopidae). Известны по ранним эоценовым отложениям из западной части Северной Америки (Канада, Британская Колумбия; McAbee, Okanagan Highlands, возраст около 53 млн лет).

## Описание
Размер крыла 16,0×5,4 мм. Вместе с другими ископаемыми видами златоглазок, такими как Okanaganochrysa coltsunae, Adamsochrysa aspera, Adamsochrysa wilsoni, Archaeochrysa profracta, Chrysopa glaesaria и Leucochrysa prisca, являются одними из древнейших представителей Chrysopidae.
Таксон был впервые описан в 2013 году российским энтомологом Владимиром Макаркиным (Биолого-почвенный институт ДВО РАН, Владивосток) и канадским палеоэнтомологом Брюсом Арчибальдом (Archibald S. Bruce.; Department of Biological Sciences, Simon Fraser University, Burnaby, Британская Колумбия; Royal BC Museum, Victoria, Канада).